# Kozaciîi Iar, Bârzula
Kozaciîi Iar (în ucraineană Козачий Яр) este un sat în comuna Liubașivka din raionul Bârzula, regiunea Odesa, Ucraina.

## Demografie
Componența lingvistică a localității Kozaciîi Iar
     Ucraineană (96,28%)
     Română (3,31%)
     Alte limbi (0,41%)
Conform recensământului din 2001, majoritatea populației localității Kozaciîi Iar era vorbitoare de ucraineană (96,28%), existând în minoritate și vorbitori de română (3,31%).